# ミカエル・ダルメダ
ミカエル・ダルメダ（Michaël D'Almeida、1987年9月3日 - ）は、フランス、エヴリー出身の自転車競技（トラックレース）選手。USクレテユ(US Créteil)に在籍。

## 来歴
2005年
- ジュニア世界選手権自転車競技大会・チームスプリント 2位

2006年
- フランス選手権 チームスプリント 優勝

2007年
- UCIトラックワールドカップ2007-2008 シドニー・1kmタイムトライアル(1kmTT) 優勝

2008年
- 世界選手権・1kmTT 2位
- フランス選手権 1kmTT 優勝
- UCIトラックワールドカップ2008-2009 メルボルン・1kmTT 優勝

2010年
- 世界選手権
  - チームスプリント 2位
  - 1kmTT 2位
- 4月から9月まで、競輪の短期登録制度により競輪選手登録された。JKAの登録名はミカエル・ダルメイダ[1]。通算戦績28戦9勝2着9回、優勝1回。
- UCIトラックワールドカップ2010-2011 カリ・チームスプリント 優勝
- 欧州選手権・チームスプリント 2位

2011年
- UCIトラックワールドカップ2010-2011
  - 北京・チームスプリント 優勝
  - マンチェスター・チームスプリント 優勝
- 世界選手権

**チームスプリント 優勝（+ グレゴリー・ボジェ、ケヴィン・シロー）
- 2010年に引き続き、競輪短期登録免許を取得したが、東日本大震災の影響により、来日中止となった。

2012年
- 上記2011年世界選手権・チームスプリントについて、グレゴリー・ボジェの競技外ドーピング未報告事例があったことにつき記録が取り消されることになった[2]。
- 世界選手権
  - チームスプリント 2位
  - 1kmタイムトライアル 2位
- ロンドン五輪・チームスプリント 2位

2013年
- 世界選手権
  - チームスプリント 3位

2014年
- 世界選手権・チームスプリント 3位